# ديك سكوفيلد
ديك سكوفيلد (بالإنجليزية: Dick Schofield)‏ هو لاعب كرة قاعدة أمريكي، ولد في 21 نوفمبر 1962 في سبرينغفيلد في الولايات المتحدة.

## وصلات خارجية
- ديك سكوفيلد على موقعبيزبول رفرنس.كوم (الدوري الرئيسي) (الإنجليزية)
- ديك سكوفيلد على موقعبيزبول رفرنس.كوم (الدوري الثانوي) (الإنجليزية)
- ديك سكوفيلد على موقع جمعية أبحاث البيسبول الأمريكية (الإنجليزية)
- ديك سكوفيلد على موقع مشجعي الرسوم البيانية (الإنجليزية)